# Leptobarbula berica
Leptobarbula berica là một loài rêu trong họ Pottiaceae. Loài này được (De Not.) Schimp. mô tả khoa học đầu tiên năm 1876.